# بوگاهاکومبورا
بوگاهاکومبورا (به لاتین: Bogahakumbura) یک منطقهٔ مسکونی در سری‌لانکا است که در Welimada Divisional Secretariat واقع شده‌است. بوگاهاکومبورا ۱٬۵۰۰ نفر جمعیت دارد.